# HD 73121
HD 73121，又名CD-39 4519，SAO 199402、HR 3404，是一颗恒星，视星等为6.47，位于銀經259.37，銀緯0.31，其B1900.0坐标为赤經8h 31m 31.9s，赤緯-39° 0.31′ 34″。